# Herpetogramma aquilonalis
Herpetogramma aquilonalis es una especie de polilla del género Herpetogramma, categorizada en la tribu Herpetogrammatini, de la subfamilia Spilomelinae. Fue descrita por Handfield & Handfield en 2021.

## Descripción
La envergadura es de 23-27 mm.

## Distribución
Se distribuye por América del Norte: Estados Unidos y Canadá.